# Luchita Hurtado
Luchita Hurtado (Caracas, Venezuela, 28 tháng 10 năm 1920) là hoạ sĩ đến từ Santa Monica, California và Arroyo Seco, New Mexico. Người chồng thứ hai của bà là hoạ sĩ và là nhà sưu tầm Wolfgang Paalen. Bà đã sống và đi du lịch ở Mexico với Paalen, gặp Rufino Tamayo, Frida Kahlo, Remedios Varo, Leonora Carrington, Edward James, Giles Healey và Sheila Healey. Những buổi đầu sự nghiệp vào những năm 1940 của bà là trở thành họa sĩ minh họa thời trang cho Condé Nast và là hoạ sĩ vẽ tranh biếm họa cho Lord & Taylor. Chuyển đến San Francisco, bà kí hợp đồng với các hoạ sĩ và nhà sưu tầm như: Isamu Noguchi, Gordon Onslow Ford, Jacqueline Johnson, Lucienne Bloch, James Broughton, Rene d'Harnoncourt và Robert Motherwell.
Christopher Knight nhận xét về tác phẩm của bà: "Các hình vẽ siêu thực trong các bức tranh của bà làm sống lại các chữ tượng hình dày đặc có từ nhiều nền văn hóa, cổ đại và cả hiện đại. Trong số đó có các bức tranh hang động thời tiền sử, tác phẩm nghệ thuật bộ lạc Tây Bắc và Tây Nam, phù điêu thời tiền Columbus cùng các bức tranh và tác phẩm điêu khắc trừu tượng."
Các tác phẩm của Hurtado được đưa vào triển lãm Made in L.A. của Bảo tàng Hammer vào năm 2018. Một số khách tham quan hỏi những người quản lý ngày sinh của cô có chính xác không vì các tác phẩm dường như có nét rất đương đại. "Không thể thế được, một người khách nói, người hoạ sĩ tên Luchita Hurtado này không thể nào sinh vào năm 1920."
Người chồng thứ ba của Hurtado là nghệ sĩ Lee Mullican; con trai của họ Matt Mullican là một nghệ sĩ ở New York; con trai John Mullican của họ là một nhà văn và đạo diễn ở Los Angeles
Các tác phẩm của Hurtado nằm trong bộ sưu tập của Bảo tàng Nghệ thuật hạt Los Angeles và Bảo tàng Nghệ thuật Hiện đại.

## Triển lãm
- Bảo tàng Hammer, Made in L.A. 2018, 3 tháng 6-2 tháng 9 năm 2018
- Nhà bãi biển cộng đồng Annenberg, Santa Monica (2017)[9]
- Park View Gallery, Los Angeles (2016)[10]
- Night Club Gallery, Chicago (2016)
- Bảo tàng nghệ thuật Carnegie, Oxnard, California (1994)
- Grandview Gallery, The Woman's Building, Los Angeles (1974)
- Tally Richards Gallery, Taos, New Mexico (1970)
- Paul Kantor Gallery, Los Angeles (1953)